# Моисеенко, Василий Тарасович
Василий Тарасович Моисеенко (1908—1945) — старший сержант Рабоче-крестьянской Красной Армии, участник Великой Отечественной войны, Герой Советского Союза (1945).

## Биография
Василий Моисеенко родился в марте 1908 года в селе Александровка (ныне — Запорожская область Украины). После окончания начальной школы руководил тракторной бригадой в колхозе в Казахской ССР. В 1941 году Моисеенко был призван на службу в Рабоче-крестьянскую Красную Армию. С того же года — на фронтах Великой Отечественной войны.
К апрелю 1945 года гвардии старший сержант Василий Моисеенко командовал пулемётным расчётом 7-го гвардейского кавалерийского полка 2-й гвардейской кавалерийской дивизии 1-го гвардейского кавалерийского корпуса 1-го Украинского фронта. Отличился во время боёв в Германии. 21 апреля 1945 года в боях за город Ортранд Моисеенко лично уничтожил несколько огневых точек противника. 24 апреля он переправился через Эльбу в посёлке Цадель в 5 километрах к северо-западу от Майссена, после чего уничтожил 5 автомашин и 3 мотоцикла противника. 29 апреля, когда его эскадрон попал в окружение, Моисеенко принимал активное участие в отражении немецких контратак, погибнув в том бою. Похоронен в саксонском посёлке Лётхайн.
Указом Президиума Верховного Совета СССР от 27 июня 1945 года гвардии старший сержант Василий Моисеенко посмертно был удостоен высокого звания Героя Советского Союза. Также был награждён орденами Ленина, Отечественной войны 1-й и 2-й степеней, Красной Звезды, Славы 3-й степени.
В честь Моисеенко названа средняя школа в посёлке Кара-Булак Саркандского района Талды-Курганской области в Казахстане